# Ramiro Gómez y García de Guadiana
Ramiro Gómez y García de Guadiana (Madrid, 7 de juny de 1916 - 9 de juny de 2003) fou un decorador i director artístic cinematogràfic espanyol.
Va començar estudis de dret alhora que es dedicava a la pintura a l'oli, però en la dècada del 1940 va començar a treballar com a dibuixant als Estudis de Cinema Ballesteros de Luis Santamaría, signant el seu primer treball a El escándalo de José Luis Sáenz de Heredia el 1943. El 1947 assolí el càrrec de decorador en cap i des d'aleshores va participar en més d'un centenar de pel·lícules a Espanya, Itàlia i el Regne Unit, com la de la superproducció El colós de Rodes de Sergio Leone (1961). També va fer els decorats de sèries de TVE i va rebre nombrosos premis.

## Filmografia parcial

### Pel·lícules
- Mariona Rebull (1947)
- La mies es mucha (1948)
- Todo es posible en Granada (1954)
- Historias de la radio (1955)
- Los clarines del miedo (1958)
- Els últims dies de Pompeia (1959)
- El colós de Rodes (1962)
- Zampo y yo (1965)
- Los chicos con las chicas (1968)
- La vida sigue igual (1969)
- Pánico en el Transiberiano (1973)
- La Coquito (1977)
- Solos en la madrugada (1978)
- La colmena (1982)
- La familia, bien, gracias (1979)
- Bandera negra (1986)
- Esquilache (1989)

### Sèries de televisió
- Los desastres de la guerra (Mario Camus, 1982)
- Goya y su tiempo (José Ramón Larraz, 1984).

## Premis
Cercle d'Escriptors Cinematogràfics.
| Any  | Categoria                          | Pel·lícula                 | Resultat  |
| ---- | ---------------------------------- | -------------------------- | --------- |
| 1961 | Millors decorats                   | El colós de Rodes          | Guanyador |
| 1973 | Millors decrats                    | Pánico en el Transiberiano | Guanyador |
| 1982 | Millor fotografia en blanc i negre | La colmena                 | Guanyador |

Goya a la millor direcció artística 1989 a la millor direcció artística per Esquilache.